# Berthold Jacob
Berthold Jacob (ur. 12 grudnia 1898 w Lizbonie, zm. 26 lutego 1944 w Berlinie), niemiecki pisarz i dziennikarz, pacyfista i radykalny krytyk niemieckiej polityki militarnej. W 1932 roku opuścił Niemcy i osiedlił się we Francji, gdzie pracował jako dziennikarz. W swoich artykułach krytykował politykę nazistów. W 1935 roku pod pozorem podróży do kraju Saary został uprowadzony ze Szwajcarii do Rzeszy Niemieckiej przez tajnego funkcjonariusza Gestapo Hansa Wesemanna. Jacob został aresztowany przez Gestapo za działalność antynazistowską. Wesemann po powrocie do Szwajcarii został skazany na karę trzech lat więzienia za porwanie Jacoba.
Pod wpływem opinii międzynarodowej Jacob został zwolniony i wyjechał z Niemiec do Szwajcarii, skąd został deportowany do Francji. Po wybuchu II wojny światowej Jacob uciekł z Francji do Hiszpanii, a następnie przedostał się do Portugalii, gdzie w 1941 roku ponownie został uprowadzony przez nazistowskich agentów. W więzieniu w Berlinie spędził trzy lata. Wskutek uwięzienia podupadł na zdrowiu i dnia 26 lutego 1944 roku zmarł przewieziony do berlińskiego szpitala.